# Preeco

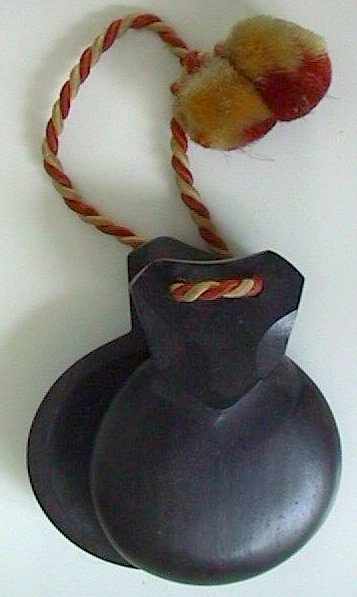
El pre-eco es particularmente perceptible en un instrumento de percusión como las castañuelas.

El pre-eco es un artefacto de compresión de audio digital en el que un sonido se escucha antes de que ocurra (de ahí el nombre). Es más perceptible en sonidos impulsivos de instrumentos de percusión como las castañuelas o los platillos.
Ocurre en las transformaciones basadas en los algoritmos de compresión de audio – típicamente basados en la transformada de coseno discreta modificada (MDCT) – como MP3, MPEG-4 AAC, y Vorbis, y se debe al ruido de cuantificción que se extiende sobre toda la ventana de transformación del codec.

## Explicación
El componente psicoacústico del efecto es aquel que uno escucha el eco que precede a la transición, no el que lo sucede – porque este se ahoga por la transición. Formalmente, el enmascaramiento temporal posterior es mucho más fuerte que el enmascaramiento temporal anterior. De ahí que se oiga un pre-eco, pero no un post-eco.

## Mitigación
En un esfuerzo por evitar los artefactos pre-eco, muchos sistemas de procesamiento de sonido utilizan filtros donde todas las respuestas suceden después del impulso principal, en vez de filtros de fase lineal. Tales filtros, introducen necesariamente distorsión de fase, pero es menos audible debido al fuerte enmascaramiento posterior.
Evitar el pre-eco es una dificultad sustancial de diseño en los codecs de audio con pérdida tales como MP3, MPEG-4 AAC, y Vorbis. También es uno de los problemas encontrados en los algoritmos de corrección digital y filtros de dominio de frecuencia en general (reducción de ruido por sustracción espectral, ecualización y otros). Una forma de reducir la "carga" de los filtros y técnicas de compresión que utilizan transformadas de Fourier es usar una ventana de transformación más pequeña (bloques cortos en MP3), así se incrementa la resolución temporal del algoritmo con el coste de reducir su resolución de frecuencia.